# موش کور سادو
موش کور سادو (نام علمی: Mogera tokudae) نام یک گونه از سرده موش کورهای ژاپنی است.